# Związek Legionistów Polskich
Związek Legionistów Polskich – najstarsza polska piłsudczykowska organizacja kombatancka i państwowo-niepodległościowa.

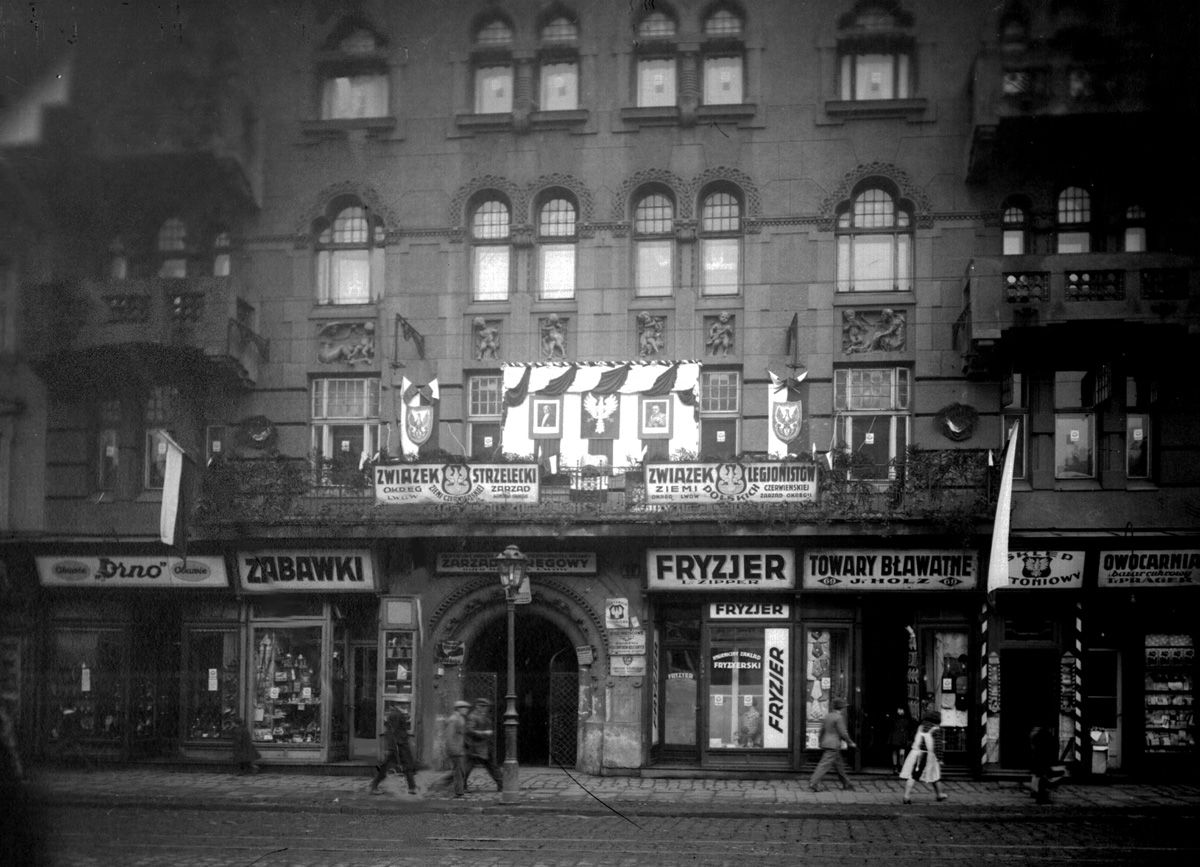
Banery Związku Strzeleckiego i Związku Legionistów Polskich, Lwów ul. Gródecka

## Historia
ZLP został powołany do życia 30 maja 1918 roku jako organizacja skupiająca byłych żołnierzy Legionów Polskich Józefa Piłsudskiego, później także ich rodziny oraz inne osoby identyfikujące się z ideą czynu niepodległościowego. Pierwszym komendantem Związku był późniejszy marszałek Polski Edward Rydz-Śmigły. W 1922 roku na I Zjeździe Legionistów, w obecności Józefa Piłsudskiego, Edwarda Śmigłego-Rydza oraz ponad 2500 Legionistów specjalną uchwałą zostało powołane Muzeum Czynu Niepodległościowego. Podjęto również decyzje o budowie Domu im. Józefa Piłsudskiego w historycznych, krakowskich Oleandrach (gdzie w przyszłości miało znaleźć swoją siedzibę muzeum) oraz Pomnika Józefa Piłsudskiego i Czynu Niepodległościowego.
Od 1936 Komendantem Naczelnym ZLP był płk dypl. Adam Koc. W styczniu 1938 udał się on na dłuższy urlop i wobec tego jego miejsce objął gen. Jan Kazimierz Kruszewski.
Zarząd główny ZLP mieścił się do 1939 przy ul. Jana Matejki 3 w Warszawie.
Po wybuchu II wojny światowej Związek Legionistów Polskich został zdelegalizowany dekretem generalnego gubernatora Hansa Franka, jednakże, wbrew często pojawiającym się w różnych opracowaniach błędnym informacjom, nie zaprzestał swojej działalności, działając pod konspiracyjną nazwą "Grupa Oleandry".
Od końca lat 60. lub od początku lat 70. środowisko legionowe w Krakowie reaktywowało nieformalnie Związek Legionistów Polskich. 6 sierpnia 1974 grupa ok. 100 legionistów wybrała przez aklamację na prezesa honorowego Związku gen. Mieczysława Boruta-Spiechowicza. Funkcję prezesa pełnił w latach 70. mjr Józef Herzog a nieformalnym kapelanem Związku był o. Adam Studziński. Związek organizował uroczyste msze święte w dniach: 19 marca (imieniny Józefa Piłsudskiego), 12 maja (rocznica śmierci Marszałka), 6 sierpnia (rocznica wymarszu I Kompanii Kadrowej) oraz 11 listopada (Święto Niepodległości). Członkowie Związku spotykali się na dorocznych "opłatkach" w refektarzu OO. Dominikanów w Krakowie, zwykle z udziałem arcybiskupa Karola Wojtyły. Legioniści sprawowali także opiekę nad Kryptą Marszałka Piłsudskiego na Wawelu.
19 marca 1990 roku ówczesny minister spraw wewnętrznych RP uznał prawomocną decyzją wcześniejsze delegalizacje związku za nieważne. 3 sierpnia tegoż roku przywrócony został wpis Związku do rejestru stowarzyszeń. Jednocześnie sąd zatwierdził historyczny Statut Związku (z późniejszymi zmianami wprowadzonymi uchwałą Zjazdu Delegatów Związku Legionistów Polskich) oraz potwierdził ciągłość prawną Związku od dnia jego powstania.
3 sierpnia 1990 r. Sąd Wojewódzki w Krakowie wpisał do rejestru stowarzyszeń stowarzyszenie pod nazwą Związek Legionistów Polskich.  Jego główna siedziba znajduje się w krakowskim Muzeum Czynu Niepodległościowego (Aleja 3 Maja 7). Stowarzyszenie odwołuje się do tradycji Związku Legionistów Polskich, jednak nie jest jego kontynuatorem prawnym, a jedynie nowym stowarzyszeniem o takiej samej nazwie, co orzekł w 2009 Naczelny Sąd Administracyjny.
2 czerwca 2007 podczas uroczystego zebrania władze Związku ogłosiły rozpoczęcie 90. roku nieprzerwanej służby ZLP dla Państwa Polskiego.